# برونو لومر
برونو لومر (انگلیسی: Bruno Le Maire؛ زادهٔ ۱۵ آوریل ۱۹۶۹) سیاستمدار، نویسنده و دیپلمات سابق فرانسوی است که از سال ۲۰۱۷ به‌عنوان وزیر اقتصاد و دارایی فرانسه فعالیت می‌کند.